# Bella y Hanna. Las hijas mayores de M.L. Nathanson
Bella y Hanna. Las hijas mayores de ML Nathanson Es un cuadro del pintor danés Christoffer Wilhelm Eckersberg. Fue pintado en 1820.
Eckersberg, un retratista ocupado, recibió un encargo de Mendel Levin Nathanson para pintar dos grandes retratos familiares. Eckersberg pintó a las dos hijas en dos poses diferentes, pero las hizo parecer sorprendentemente similares, como dos variaciones de un tema. El loro en la jaula puede simbolizar el anhelo de las hijas de pasar de un hogar protegido a la vida real. 

## Historia
Hacia 1820, Eckersberg pintó numerosos retratos para la rica burguesía de Copenhague. El comerciante Mendel Levin Nathanson, que lo había apoyado al principio de su carrera, también le encargó dos cuadros. Nathanson era un destacado hombre dentro de la comunidad judía de Copenhague. Hizo campaña por la igualdad de derechos para los judíos, pero también donó una parte importante de su riqueza a obras de caridad para la parte pobre de la población judía. Al final de su vida publicó un importante libro sobre la historia del judaísmo en Dinamarca. Así, aunque Nathanson se mantuvo fiel a su fe durante toda su vida, sus hijos, con su consentimiento, se convirtieron al cristianismo. 